# ヤングキング別冊キングダム
『ヤングキング別冊キングダム』（ヤングキングべっさつキングダム、ヤングキング別冊KINGDOM）は、かつて少年画報社が発行していた月刊青年漫画雑誌。発売日は毎月4日。
同社刊行の『ヤングキング』の別冊として1998年に創刊され、2004年に休刊。休刊時点での連載作品は、姉妹誌である『ヤングキング』および『ヤングキングアワーズ』へと移籍された。

## 掲載作品一覧

### 連載作品
以下の一覧は、作品名の五十音順。
- 天駆けるマトバ - 松田未来
- イケてる刑事 - 佐野タカシ ※『ヤングキング』に移籍
- 温泉女将一直線 - 岡田正尚
- キリン「RUN THE HAZARD」編（東本昌平）：1998年1号（創刊号） - 2004年12号（最終号）※『ヤングキング』より移籍、『ヤングキング』に再移籍。
- 銀輪 - 旭凛太郎
- グングニル（よこやまじん）：2002年9号 - 2003年5号[3]
- けい×どろ（米餅昭彦）：2003年7号 - 2004年10号[4]
- こんすとらくたーず - 法田恵
- サムライ - 森左智
- 青春ビンタ!（私屋カヲル）：2000年9号 - 2004年9号
- 戦争の犬たち - 竿尾悟
- たびいぬ - 本山理咲
- 太夫 - きくち正太
- DUMPERS（吉田聡）：1998年2号 - 1999年6号
- 東京BIG CITY（なめぞう）：1999年10号、11号、12号（最終号）[5][6][7]
- 渚（竿尾悟）：2000年4号 - 2003年1号
- BURNOUT・GIRLS - 岡田正尚
- ふたりぼっち伝説（佐藤ショウジ）：2002年8号 - 2004年9号 ※代原のため不定期連載、『ヤングキングアワーズ』と並行で掲載。
- ペリカンロードII F…the alternative（五十嵐浩一）：2001年10号 - 2004年9号
- Home Sweet Home（五十嵐浩一）：1998年1号（創刊号） - 2001年6号
- Holy Brownie - 六道神士 ※『ヤングキングアワーズ』より移籍、『ヤングキングアワーズ』に再移籍。
- 僕の歌子さん - 清水としみつ
- 身から出た鯖 - 中崎タツヤ
- みずいろ - 大石まさる
- Monky Magic（アキヨシカズタカ）：2002年7号 - 2004年3号[8]
- 山猫山だより - ひのもとはじめ
- ラヴ・バズ（志村貴子）：2002年11号 - 2004年10号 ※『ヤングキングアワーズ』に移籍。
- RAISE（新谷かおる）2004年2号 - 2004年12号（最終号） ※不定期連載、『ヤングキングアワーズ』に移籍。
- ワーム（高橋秀武）：2004年6号、9号 - 12号（最終号） ※『ヤングキング』から移籍。
- 私のアイザック - きくち正太

### 短編作品
以下の一覧は、作者名の五十音順、同一作者の各作品は掲載時期。
- 大石まさる
  - 「雪洞―ぼんぼり―」（1999年2号）※単行本未収録
  - 「岩飛ペンギン男シリーズ・てなもん屋源さんVS謎の円盤UFO」（2001年2号）※単行本未収録
- 塩野干支郎次
  - 「ブロッケンブラッド」（第1期第2話「メイド喫茶編」）（2004年6号）
- ななし乃与太郎
  - 「POOL」（前後編）（2002年6号・7号）。
- なめぞう
  - 「ハイライト」（2000年1号・2号）[4]
  - 「たいせつ」（2000年3号）[4]
  - 「遠足」（2000年4号）[4]
- 花見沢Q太郎
  - 「1ピースの恋人」（2001年9号）※単行本『ももいろさんご』第2巻収録
- よこやまじん
  - 「暴力少女」 （2001年3号）[3]※デビュー作[3]
  - 「雷迅祭」（2001年6号）[3]
  - 「ベイビースターダスト炎」（2001年9号）[3]
  - 「ブラッドミュージック」（2002年2号）[3]
  - 「舞迅伝」（2002年8号）[3]
- 米餅昭彦
  - 「けい×どろ」（2002年3号、2003年3号）[9]